# Carica di Isbuscenskij
La carica di Isbuscenskij (talvolta citata anche come Isbuschenskij) è un episodio bellico avvenuto durante la campagna italiana di Russia sul fronte orientale della seconda guerra mondiale, verificatosi la mattina del 24 agosto 1942, che vide protagonista il reggimento italiano Savoia Cavalleria.
Viene ricordata come l'ultima carica di cavalleria condotta da unità del Regio Esercito italiano contro reparti di truppe regolari (sebbene l'ultima carica in assoluto compiuta da reparti di cavalleria italiani abbia avuto luogo la sera del 17 ottobre 1942 a Poloj, in Croazia, da parte del Reggimento "Cavalleggeri di Alessandria" contro un gruppo di partigiani jugoslavi).
La carica prende il nome dalla piccola località (chutor) di Izbušenskij (хутор Избушенский in cirillico), situata nel distretto di Serafimovičskij presso un'ansa del fiume Don, anche se il piccolo villaggio non venne coinvolto negli scontri.

## Antefatto
A metà agosto 1942, le forze dell'Asse lanciarono una massiccia offensiva sul fronte orientale avanzando fino a Stalingrado e verso il Caucaso; ai reparti italiani, inquadrati nell'ARMIR (Armata Italiana in Russia) venne affidato il compito di difendere l'ala sinistra dello schieramento dell'Asse, attestandosi a presidio dell'area del Don. L'Armata italiana comprendeva, tra le altre truppe, il Raggruppamento truppe a cavallo "Barbò" (dal nome del suo comandante, il generale Guglielmo Barbò di Casalmorano), costituito dai reggimenti di cavalleria "Savoia Cavalleria" e "Lancieri di Novara", e dal Reggimento artiglieria a cavallo "Voloire"; l'unità era schierata come riserva dell'armata.
Una massiccia controffensiva sovietica scattò improvvisamente il 20 agosto: i russi passarono il Don e sfondarono il tratto di fronte tenuto dalla Divisione fanteria "Sforzesca". Il raggruppamento truppe a cavallo ricevette quindi l'ordine di contenere l'avanzata nemica, spostandosi nell'area compresa tra i villaggi di Jagodnij e Čebotarevskij, per prendere sul fianco le truppe sovietiche.

## La battaglia
Alle prime luci dell'alba del 24 agosto 1942 il Reggimento "Savoia Cavalleria" (con un organico di 700 cavalieri), che aveva bivaccato in mezzo alla steppa, in quadrato, protetto dagli obici delle "Voloire", si preparava a riprendere la marcia verso un anonimo punto trigonometrico sulle sponde del Don, la quota 213,5 m.
Durante la notte tre battaglioni dell'812º Reggimento di fanteria siberiano (812 strelkovyj polk), composto da circa 2 500 soldati e facente parte della 304ª Divisione di fanteria (304 strelkovaja divizija) il cui comandante era Serafim Petrovič Merkulov, si erano portati a circa un chilometro dall'accampamento e si erano trincerati in buche fra i girasoli, formando un ampio semi-cerchio da nord-ovest a nord-est, e attendevano l'alba per attaccare le truppe italiane.
Prima di togliere il campo, gli italiani inviarono in avanscoperta una pattuglia a cavallo comandata dal sergente Ernesto Comolli, la quale doveva controllare, in particolare, un carretto di fieno intravisto la sera precedente. Fu quasi per caso che un componente della pattuglia, il caporalmaggiore Aristide Bottini, notò un soldato appostato tra i girasoli; pensando fossero alleati tedeschi, lo chiamò e questi, girandosi verso di loro, mostrò la stella rossa sovietica sull'elmetto, svelando l'identità nemica. Al primo colpo della pattuglia italiana contro di loro - sparato dal cavaliere siciliano Petroso, che centrò il russo sotto il filo dell'elmetto - i sovietici risposero con un rabbioso fuoco di mortai e mitragliatrici, che investì il quadrato italiano.
Il tenente colonnello Giuseppe Cacciandra, vice comandante del reggimento, venne ferito ad una gamba, e così il capitano Renzo Aragone, colpito ad un ginocchio, mentre il colonnello comandante, Alessandro Bettoni Cazzago, ebbe il cappotto forato da un proiettile.
Nel quadrato vi fu un attimo di sconcerto, ma gli italiani si ripresero rapidamente. Gli obici del 2º gruppo delle batterie a cavallo, del maggiore Marcantonio Albini e del capitano Solaroli di Briona, risposero subito al fuoco: la prima sezione ad aprire il fuoco d'iniziativa fu quella del tenente Giubilaro. La pronta reazione spinse i sovietici ad arretrare il loro schieramento, troppo vicino alle linee italiane. Accortosi della manovra sovietica, il comandante del "Savoia" colonnello Bettoni Cazzago ordinò quindi al 2º squadrone, comandato dal capitano Francesco Saverio De Leone, di caricare a fondo i sovietici sul fianco; in realtà, secondo le testimonianze, sembra che il colonnello in un primo momento volesse caricare con tutto il reggimento, con lo stendardo al vento, ma fu convinto dal proprio aiutante maggiore Pietro de Vito Piscicelli di Collesano a dosare le forze in ragione dell'evolversi della situazione.
Il 2º squadrone, dopo aver effettuato un'ampia conversione, caricò a ranghi serrati e sciabole sguainate il nemico, lanciando anche raffiche di mitragliatrice e bombe a mano: i sovietici, completamente colti di sorpresa, vennero scompaginati e ripiegarono in disordine. Rimasto isolato dietro la linea nemica, il 2º squadrone compì quindi una seconda carica per rientrare nelle sue linee, aumentando così la confusione nello schieramento sovietico.
In quel momento il comandante del reggimento fece appiedare il 4º squadrone, comandato dal capitano Silvano Abbà, e lo inviò a impegnare frontalmente il nemico, per alleggerire la pressione sul 2º squadrone montato. La manovra ebbe momentaneo successo, sebbene il capitano Silvano Abbà venisse colpito e ucciso da una raffica di mitra mentre dirigeva l'azione (per la quale fu poi insignito della medaglia d'oro al valor militare alla memoria).
Sebbene i sovietici fossero, in buona parte, quasi allo sbando, alcuni nuclei reggevano ancora l'impeto delle due cariche (in andata e in ritorno) del 2º squadrone e dell'assalto appiedato italiani, provocando sensibili perdite fra le file dei cavalieri italiani. Il maggiore Dario Manusardi, che si era unito al 2º squadrone durante la prima carica (avendolo comandato fino a pochi giorni prima, essendo recente la sua promozione al grado superiore), si presentò al comandante di Reggimento colonnello Bettoni Cazzago sollecitando l'invio di un altro squadrone montato. Il colonnello Bettoni ordinò quindi la carica anche al 3º squadrone, comandato dal capitano Francesco Marchio, che era seguito dal comandante del 2º gruppo squadroni, il maggiore Alberto Litta Modignani, e dal personale del suo comando. Litta Modignani rimase ucciso nella carica, insieme al suo aiutante maggiore sottotenente Emilio Ragazzi: entrambi furono poi decorati di Medaglia al valor militare. La carica spezzò definitivamente la resistenza dei sovietici, che si ritirarono in disordine, ma le perdite tra gli italiani furono di un certo rilievo (lo stesso capitano Marchio venne gravemente ferito e, nonostante ciò, fece in modo di ottenere dagli ufficiali medici intervenuti in suo aiuto il maggior dosaggio di morfina possibile pur di affrontare nuovamente il nemico).
Verso le 9:30 il combattimento aveva praticamente termine. Le perdite degli italiani furono contenute, da un punto di vista militare: 32 cavalieri morti (dei quali 3 ufficiali) e 52 feriti (dei quali 5 ufficiali), un centinaio di cavalli fuori combattimento. I sovietici lasciavano sul campo 150 morti e circa 600 prigionieri, oltre ad una cospicua mole di armi (4 cannoncini, 10 mortai e una cinquantina tra mitragliatrici ed armi automatiche). L'azione italiana aveva contribuito all'allentamento della pressione dell'offensiva russa sul fronte del Don e aveva consentito il riordino delle posizioni italiane; le truppe sovietiche, tuttavia, furono in grado di consolidare le teste di ponte conquistate al di là del Don.

## Conseguenze ed impatto mediatico in Italia
Il reggimento "Savoia Cavalleria" venne insignito della medaglia d'oro al valor militare, furono concesse due medaglie d'oro alla memoria, due ordini militari di Savoia, 54 medaglie d'argento, 50 medaglie di bronzo, 49 croci di guerra, diverse promozioni per merito di guerra sul campo.
La carica di Isbuscenskij ebbe subito una vasta eco: in Italia suscitò vero e proprio entusiasmo, con articoli sulla stampa ed ampie cronache nei cinegiornali Luce; l'azione venne ampiamente sfruttata e ingigantita dalla propaganda del regime, anche se dal punto di vista militare fu un episodio di ridotta importanza. Il commento di alcuni ufficiali tedeschi, che si congratularono con Bettoni dopo lo scontro, fu «Noi queste cose non le sappiamo più fare» il quale, per quanto con intenti elogiativi, era un indiretto riferimento all'arretratezza delle tecniche di guerra italiane.